# Grewia dulitensis
Grewia dulitensis là một loài thực vật có hoa trong họ Cẩm quỳ. Loài này được (Airy Shaw) P.S.Ashton mô tả khoa học đầu tiên năm 1988.